# Наяди
Ная́ди (грец. Naiades) — німфи джерел, річок та озер. Належали до почту Зевса, Посейдона, Афродіти та інших богів. Їх шанували як покровительок сил природи, прихильних до людей і тварин. Наяди опікувалися шлюбом, уміли лікувати й віщувати, їх пов'язували зі співом та поезією, а плескіт води вважали за розмову наяд.